# John Smith (Politiker, 1752)

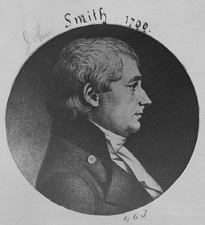
John Smith

John Smith (* 12. Februar 1752 in Mastic, Suffolk County, Provinz New York; † 12. August 1816 ebenda) war ein US-amerikanischer Politiker (Demokratisch-Republikanische Partei), der den Bundesstaat New York in beiden Kammern des Kongresses vertrat.
Die politische Laufbahn von John Smith begann 1784, als er erstmals für das Suffolk County in die New York State Assembly gewählt wurde. Dort verblieb er zunächst bis 1785; weitere Amtsperioden im Unterhaus der New York Legislature folgten von 1787 bis 1794 sowie von 1798 bis 1800. Im Jahr 1788 nahm er an der Versammlung teil, die für den Staat New York die Verfassung der Vereinigten Staaten ratifizierte.
Nach dem Tod des Abgeordneten Jonathan Nicoll Havens wurde John Smith als dessen Nachfolger ins US-Repräsentantenhaus gewählt. Er nahm seinen Sitz am 27. Februar 1800 ein und bewarb sich zweimal erfolgreich um die Wiederwahl. Am 23. Februar 1804 wechselte er innerhalb des Kongresses in den Senat; zuvor hatte er auch in diesem Fall die Nachwahl um ein vakantes Mandat für sich entschieden. Vorausgegangen war der Rücktritt von Senator DeWitt Clinton, dessen Platz zunächst John Armstrong kommissarisch einnahm. 1807 wurde er im Amt bestätigt; nach sechs weiteren Jahren im Senat trat er nicht mehr zur Wiederwahl an.
Von 1813 bis 1815 amtierte Smith als US Marshal für den Distrikt New York. Danach diente er im Rang eines Generalmajors in der Staatsmiliz von New York, bis er am 12. August 1816 in seiner Heimatstadt Mastic starb.